# J. W. Cappelens forlag
J. W. Cappelens forlag, couramment abrégé en Cappelen, est l'une des plus anciennes maisons d'édition norvégiennes, qui a existé entre 1829 et 2007.
J. W. Cappelens forlag est fondée en 1829 par Jørgen Wright Cappelen. En 1987, la maison d'édition est rachetée par le groupe médiatique suédois Bonnier. En 2007, J. W. Cappelens forlag fusionne avec un autre éditeur norvégien, N. W. Damm & Søn, pour devenir Cappelen Damm.